# 坂本亘基
坂本 亘基（さかもと こうき、1999年1月19日 - ）は、熊本県出身のプロサッカー選手。Jリーグ・モンテディオ山形所属。ポジションはミッドフィールダー（MF）。

## 来歴
熊本県出身でジュニアユースとユースでロアッソ熊本の下部組織に在籍し、2種登録にも登録されていたが昇格せずに明治大学に進学。明治大学で4年間プレーをしたのち、2020年12月に下部組織時代に過ごしたロアッソ熊本に加入が内定した。熊本には兄の坂本広大が所属していたが、2020年シーズンに退団してしまい、兄弟揃ってプレーすることは叶わなかった。
2021年6月26日、J3第13節のカマタマーレ讃岐戦でJリーグデビュー。10月3日、J3第21節の藤枝MYFC戦でJ初ゴールを決めた。
最終節のホームFC岐阜戦では決勝点を決めチームのJ2昇格並びにJ3優勝を引き寄せた。
2023年、横浜FCへ完全移籍。
2024年、モンテディオ山形に完全移籍。

## 所属クラブ
- アッズリーノ熊本
- ソレッソ熊本
- ロアッソ熊本ジュニアユース
- ロアッソ熊本ユース
  - 2016年 ロアッソ熊本（2種登録選手）
- 明治大学
- 2021年 - 2022年  ロアッソ熊本
- 2023年  横浜FC
- 2024年 -  モンテディオ山形

## 個人成績
| 国内大会個人成績 | 国内大会個人成績 | 国内大会個人成績 | 国内大会個人成績 | 国内大会個人成績 | 国内大会個人成績 | 国内大会個人成績 | 国内大会個人成績 | 国内大会個人成績 | 国内大会個人成績 | 国内大会個人成績 | 国内大会個人成績 |
| 年度             | クラブ           | 背番号           | リーグ           | リーグ戦         | リーグ戦         | リーグ杯         | リーグ杯         | オープン杯       | オープン杯       | 期間通算         | 期間通算         |
| 年度             | クラブ           | 背番号           | リーグ           | 出場             | 得点             | 出場             | 得点             | 出場             | 得点             | 出場             | 得点             |
| 日本             | 日本             | 日本             | 日本             | リーグ戦         | リーグ戦         | リーグ杯         | リーグ杯         | 天皇杯           | 天皇杯           | 期間通算         | 期間通算         |
| ---------------- | ---------------- | ---------------- | ---------------- | ---------------- | ---------------- | ---------------- | ---------------- | ---------------- | ---------------- | ---------------- | ---------------- |
| 2021             | 熊本             | 16               | J3               | 12               | 2                | -                | -                | 0                | 0                | 12               | 2                |
| 2022             | 熊本             | 16               | J2               | 40               | 5                | -                | -                | 2                | 1                | 42               | 6                |
| 2023             | 横浜FC           | 31               | J1               | 25               | 0                | 3                | 0                | 1                | 0                | 29               | 0                |
| 2024             | 山形             | 14               | J2               | 31               | 4                | 0                | 0                | 1                | 0                | 32               | 4                |
| 2025             | 山形             | 14               | J2               |                  |                  |                  |                  |                  |                  |                  |                  |
| 通算             | 日本             | 日本             | J1               | 25               | 0                | 3                | 0                | 1                | 0                | 29               | 0                |
| 通算             | 日本             | 日本             | J2               | 71               | 9                | 0                | 0                | 3                | 1                | 74               | 10               |
| 通算             | 日本             | 日本             | J3               | 12               | 2                | -                | -                | 0                | 0                | 12               | 2                |
| 総通算           | 総通算           | 総通算           | 総通算           | 108              | 11               | 3                | 0                | 4                | 1                | 115              | 12               |

その他の公式戦
- 2022年 
  - J1参入プレーオフ 3試合1得点

出場歴
- Jリーグ初出場 - 2021年6月26日 J3第13節 カマタマーレ讃岐戦（Pikaraスタジアム）
- Jリーグ初得点 - 2021年10月3日 J3第21節 藤枝MYFC戦（えがお健康スタジアム）

## タイトル

### クラブ
明治大学
- 関東大学サッカーリーグ戦（2020年）

ロアッソ熊本
- J3リーグ（2021年）